# Serie A 1946 (pallavolo maschile)

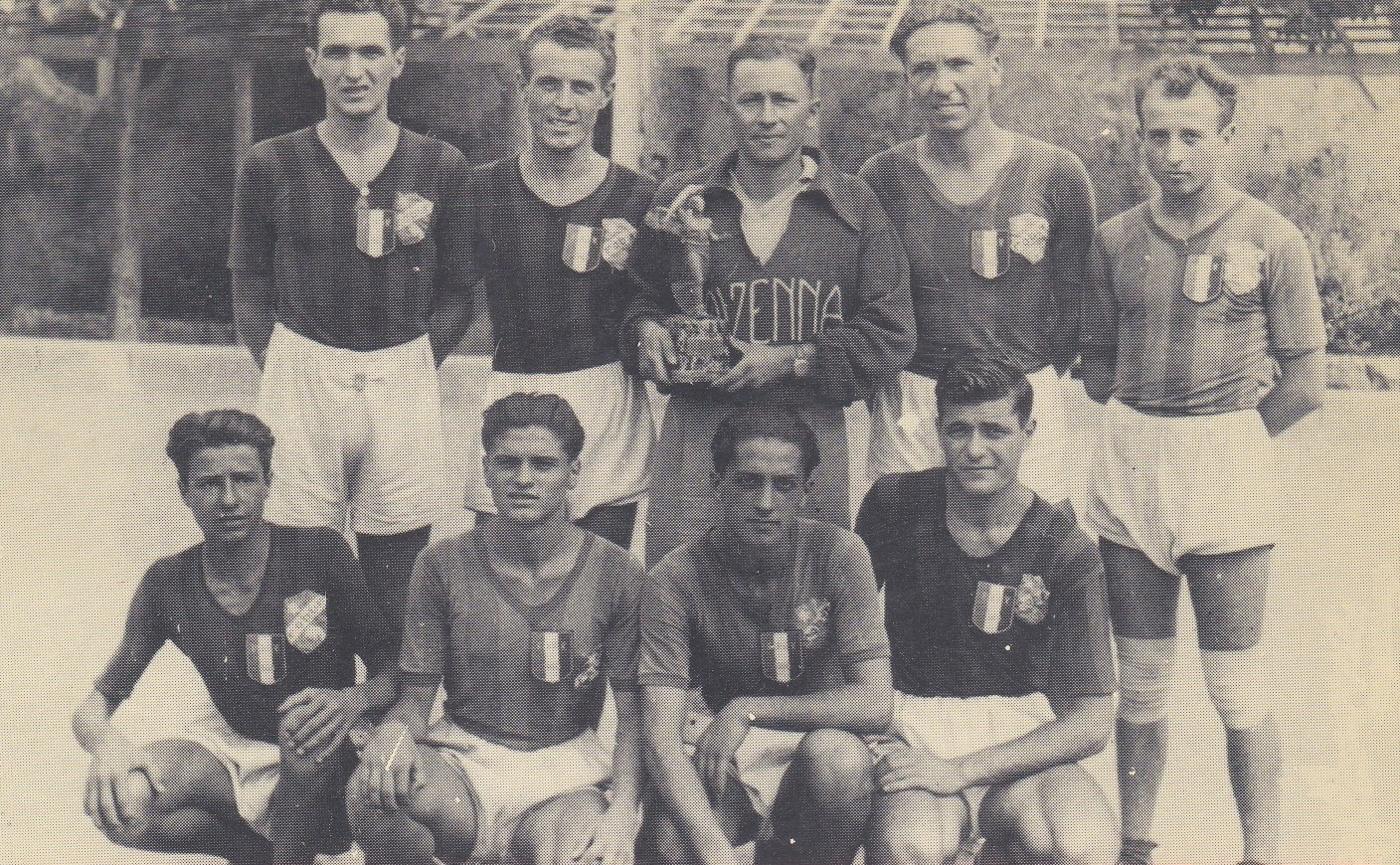
La Robur Ravenna, squadra vincitrice del campionato.

La Serie A 1946 si è svolta da 15 al 17 agosto 1946: al torneo hanno partecipato diciassette squadre di club italiane e la vittoria finale è andata per la prima volta alla Robur Ravenna.

## Squadre partecipanti
| Club                  | Città            | Palazzetto       | Stagione precedente |
| --------------------- | ---------------- | ---------------- | ------------------- |
| Ansaldo               | Genova           | ? Sestri Levante | -                   |
| Borsalino             | Alessandria      | ? Sestri Levante | -                   |
| Croce Verde Genovese  | Genova           | ? Sestri Levante | -                   |
| Excelsior Roma        | Roma             | ? Sestri Levante | -                   |
| FIAT                  | Torino           | ? Sestri Levante | -                   |
| Fronte della Gioventù | Livorno          | ? Sestri Levante | -                   |
| Gerlage Bergamo       | Bergamo          | ? Sestri Levante | -                   |
| Grep Bologna          | Bologna          | ? Sestri Levante | -                   |
| Lale Brescia          | Brescia          | ? Sestri Levante | -                   |
| Multedo               | Genova           | ? Sestri Levante | -                   |
| Presezzo              | Presezzo         | ? Sestri Levante | -                   |
| Rari Nantes           | Trieste          | ? Sestri Levante | -                   |
| Ravalico              | Trieste          | ? Sestri Levante | -                   |
| Robur Ravenna         | Ravenna          | ? Sestri Levante | -                   |
| San Giusto Trieste    | Trieste          | ? Sestri Levante | -                   |
| Sestese               | Sesto Fiorentino | ? Sestri Levante | -                   |
| VV.FF. Bologna        | Bologna          | ? Sestri Levante | -                   |